# Ладырка
Ладырка — река в России, протекает в Москве. Правый приток Пахры.
Протекает в северо-восточном направлении по территории Троицкого административного округа, до июля 2012 года — река Наро-Фоминского района Московской области.
Длина реки — 10 км, в каталоге рек и озёр Московской губернии 1926 года И. А. Здановского указана как Ладырь длиной 7 км.
Название реки, значение которого разгадать не удалось, уходит корнями в язычество. Известен упоминающийся в заговорах «бел горюч камень» Латырь, к которому отсылают болезни, наговоры и порчу.
Берёт начало восточнее станции Бекасово-Центральное Большого кольца Московской железной дороги, у границы поселений Киевский и Новофёдоровское. В низовьях заселена, остальная же часть долины занята крупным свиноводческим комплексом ( закрыт в 2018 году ) неукрашающим окрестности отстойниками отходов. Туристского значения река не имеет.
Впадает в Пахру в 5 км ниже её пересечения с линией Киевского направления Московско-Смоленского региона Московской железной дороги, на высоте чуть более 177 м над уровнем моря. Единственный приток — река Детка.
Вдоль течения реки расположены населённые пункты Руднево, Кузнецово и Алымовка.